# Diodella gardneri
Diodella gardneri är en måreväxtart som först beskrevs av Karl Moritz Schumann, och fick sitt nu gällande namn av Nélida María Bacigalupo och Elsa Leonor Cabral. Diodella gardneri ingår i släktet Diodella och familjen måreväxter. Inga underarter finns listade i Catalogue of Life.